# Flintstone Frolics
Flintstone Frolics (cunoscut și ca The Flintstone Comedy Show) este un serial pentru sâmbetele de dimineață de 90 de minute, și o reincarnare a Familiei Flintstone. Este produs de Hanna-Barbera și s-a difuzat din 22 noiembrie 1980 până pe 11 septembrie 1982 pe NBC.
În România acest serial s-a difuzat, în varianta în engleză, pe canalul Boomerang devreme în anii 2000.

## Premis
Serialul are personaje noi (Familia Frankenstone și Șoricelul cavernelor) precum și personaje vechi (Penny, Wiggy, Moonrock și Schleprock din Spectacolul lui Pebbles și Bamm-Bamm, personajul Shmoo creat de Al Capp care a apărut și în propriul serial The New Shmoo, și Căpitanul Cavernelor din propria serie cu același nume). O serie de faze, spoturi educaționale, jocuri, și dansuri au fost arătate între șase segmente în fiecare săptămână.
Serialul are următoarele povești separate:
- Aventuri cu Familia Flintstone (The Flintstone Family Adventures) - Acest segment presupune aventurile și anticile obișnuite a personajelor principale, familiile Flintstone și Rubble
- Polițiștii din Bedrock (Bedrock Cops) - Fred și Barney sunt ofițeri de poliție cu jumătate de normă, asistați de Shmoo ca un stagiar, sub conducerea Sergentului Boulder. Acest trio luptă împotriva crimei în orașul Bedrock, de cele mai multe ori fiind pe urma lui Rockjaw, animalul de companie monstru al familiei Frankenstone.
- Pebbles, Dino și Bamm-Bamm - O adaptare marca Familia Flintstone a serialelor de rezolvat mistere gen Scooby-Doo. În această parte a serialului Pebbles și Bamm-Bamm (în versiunea adoleșcentică din Spectacolul lui Pebbles și Bamm-Bamm), acompaniați de animalul de companie Dino, rezolvă diferite mistere legate de fantome în orașul Bedrock. Uneori aceștia sunt acompaniați și de amicii Penny, Wiggy și Moonrock.
- Căpitanul Cavernelor (Captain Caveman) - Acesta este un prequel al serialului original Căpitanul Cavernelor, desfășurându-se pe viața Căpitanului în orașul Bedrock înainte să fi fost înghețat în cubul de gheață. Căpitanul Cavernelor (sub identitatea secretă "Chester băiatul de la birou" ("Chester the office boy"), Betty și Wilma lucrează pentru Lou Granite la ziarul Granitul zilnic (The Daily Granite). Pentru a se deghiza ca Chester, Căpitanul poartă o pereche de ochelari și o cravată. În ciuda simplității deghizării sale, el are nevoie de un cuier și de o secvență de transformare elaborată pentru a deveni Căpitanul Cavernelor.
- Dino și șoricelul cavernelor (Dino and Cavemouse) - Acest segment se concentrează pe Dino, animalul de companie al familiei Flintstone, care este întotdeauna pe urma unui mic șoricel preistoric pisălog. Fugăririle și ciondănelile dintre ei sunt de o manieră similară cu cea din Tom și Jerry. De fiecare dată au fost câte două segmente pe un episod. Aceste secvențe au fost supervizate de regizorul de animație legendar Tex Avery.
- Familia Frankenstone (The Frankenstones) - Această parte se învârte în jurul vecinilor de vis-a-vis a familiei Flintstone, misterioasa și înfiorătoarea familie Frankenstone. Din aceasta face parte: Frank, soția sa Hidea, mica lor fiică stranie Atrocia și Freaky, fiul adolescent ce este prieten cu Pebbles Flintstone. Aceștia se înțeleg foarte bine cu vecinii lor, însă Fred are o anumită ură pe ei, în special pe Frank. De aceea uneori apar conflicte când este vorba ca aceste două familii să iasă undeva împreună.

## Voci
- Gay Autterson – Betty Rubble, Wiggy
- Mel Blanc – Barney Rubble, Căpitanul Cavernelor, Dino
- Henry Corden – Fred Flintstone
- Ruta Lee – Hidea Frankenstone
- Kenneth Mars – Lou Granite
- Mitzi McCall – Penny
- Don Messick – Schleprock
- Jean Vander Pyl – Wilma Flintstone
- Charles Nelson Reilly – Frank Frankenstone
- Zelda Rubinstein – Atrocia Frankenstone
- Paul Reubens – Freaky Frankenstone
- Michael Sheehan – Bamm-Bamm Rubble
- John Stephenson – Domnul Slate
- Russi Taylor – Pebbles Flintstone, Șoricelul cavernelor
- Lennie Weinrib – Moonrock, Sergentul Boulder
- Frank Welker – Shmoo, Rockjaw

## Episoade
1. Camp-Out Mouse/Ghost Mouse/Clownfoot
2. The Ghost Sitters/Sands of the Saharastone
3. Mountain Frustration/Potion Problems
4. Disco Dino/Off The Beaten Track/Wet Paint
5. The Masquerader/R.V. Fever
6. Birthday Boy/Secret of Scary Valley
7. Finger Lick’n Bad/Going Ape/Bogged Down
8. A Bad Case Of Rockjaw/The Animal Master
9. Out Of Their League/The Witch of the Wardrobe
10. Rocko Socko/Flying Mouse/Gold Fever
11. The Mole/Follow That Dogosaurus
12. A Night On The Town/Monster Madness
13. Robin Mouse/Arcade Antics/Be Patient, Fred!
14. Fred Goes Ape/Vulcan
15. Clone For A Day/The Show Must Go On
16. Quiet Please!/Mouse Cleaning/Country Club Clods
17. Hot Air To Spare/Rollerman
18. A Stone Is Born/The Beast of Muscle Rock Beach
19. Piece O’ Cake/Aloha Mouse/The Gourmet Dinner
20. Bedlam On The Bedrock Express/The Mummy’s Worse
21. A Rocks-Pox On You/In Tune With Terror
22. Beach Party/Come Home, Dino/Dino’s Girl
23. Rockjaw Rides Again/Punk Rock
24. The Luck Stops Here/The Curse of Tutrockamen
25. L’il Orphan Alphie/A Fool For Pool/The Rockdale Diet
26. The Roller Robber/Iceman
27. Sand Doom/Double Trouble with Long John Silverock
28. The Hideous Hiss of the Lizard Monster/The Monster Of Invention
29. The Stand-In/Pretty Kitty
30. The Bedrock 500/The Incredible Hunk/Abra-Ca-Dino
31. Go Take A Hike/The Legend of Haunted Forest
32. Rock And Rolling Frankenstone/Put Up Your Duke
33. Pow-Pow The Dyno-Mite/Braino/Who Is What?
34. The Not-Such-A-Pleasure Cruise/Dino and the Zombies/Sleepy Time Mouse
35. Undercover Shmoo/Pet Peeves
36. Pinkbeard/Super-Dupes
37. In A Stew/Creature From The Rock Lagoon/Goofed-Up Golf
38. On the Ball/The Charity Bizarre
39. The Blimp/Invasion of the Cheese Snatchers
40. Fred vs. The Energy Crisis/A Night Of Fright/The Invisible Mouse
41. Shop Treatment/Getting The Business
42. Futuro/Handle With Scare
43. Fred’s Big Top Flop/The Dust Devil Of Palm Rock Springs/Bat’s All
44. Country Clubbed/Ugly Is Only Skin Deep
45. Mr. Big/The World’s Strongest Mouse
46. The Great Bedrock Air Race/Dino and the Giant Spiders/Dinner For Two
47. Barney And The Bandit/Three Days Of The Mastodon
48. Stormfront and Weathergirl/Trick Or Treat
49. Fred’s Last Resort/The Ghastly Gatorsaurus/S’No Place Like Home
50. Shore Thing/First Family Fiasco
51. Crypto/Do Or Diet
52. Fred’s Friend In Need/The Ghost of the Neanderthal Giant/Maltcheese Falcon
53. Rotten Actors/House Wars
54. Presto/Mouse For Sale

## Legături externe
- Flintstone Frolics la Internet Movie Database